# Lostine

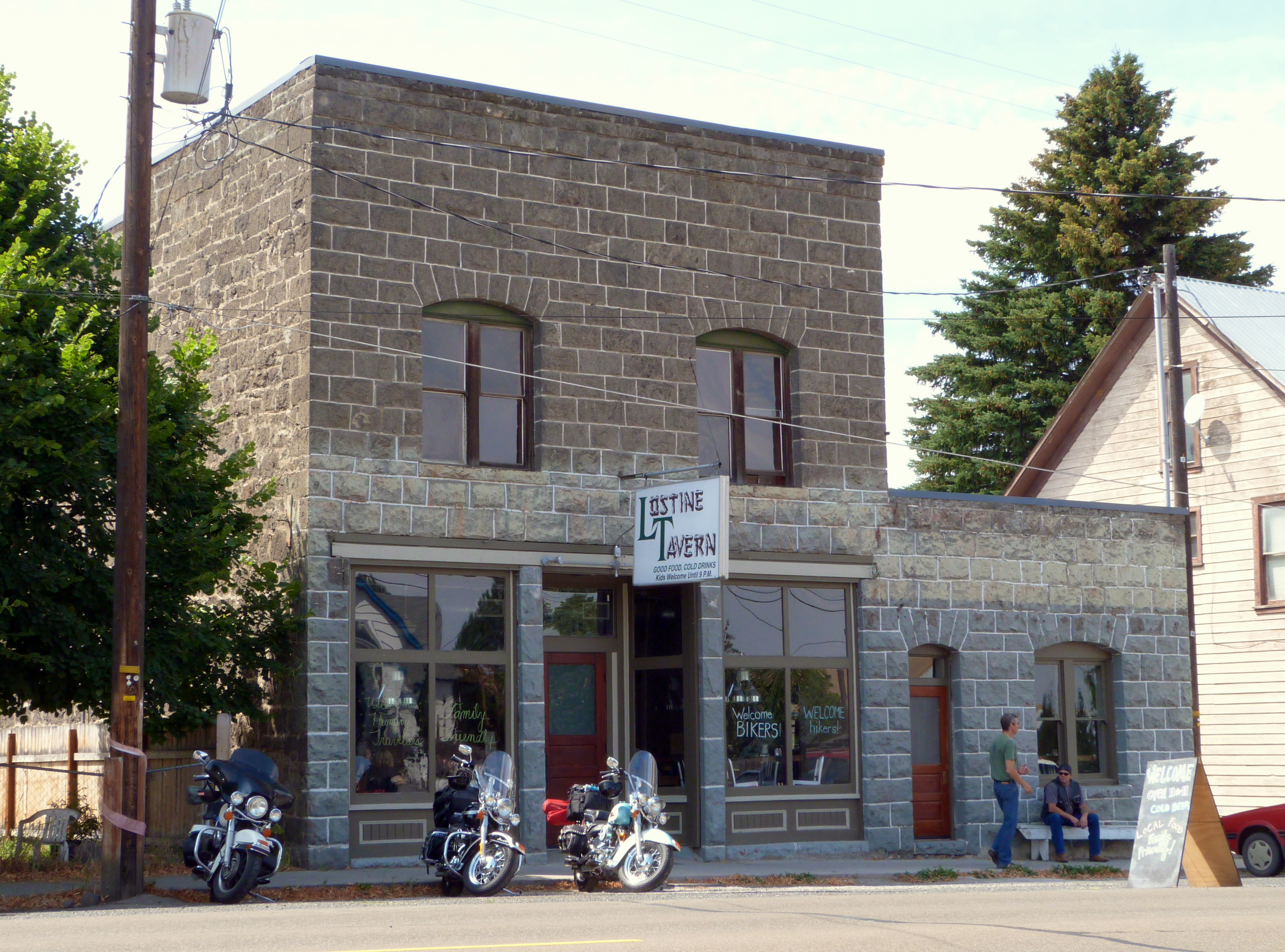
Az egykori, műemlékvédelem alatt álló ivó

Lostine az Amerikai Egyesült Államok északnyugati részén, Oregon (állam) Wallowa megyéjében, a Wallowa-hegységtől északkeletre, a Wallowa-folyóból kiágazó Lostine-folyó mentén, a 82-es úton, Wallowa és Enterprise között félúton helyezkedik el. A 2010. évi népszámláláskor 213 lakosa volt. A város területe 0,78 km², melynek 100%-a szárazföld.

## Történet
A helyiség nevét a Kansas állambeli Cherokee megyében létező Lostine-ről kapta, melynek rövid ideig működő postahivatala a környékbeli gazdákat fogadta.
A helyi postát 1878 augusztusában hozták létre; vezetője W. R. Laughlin volt. A település területét 1884-ben jelölték ki.

## Éghajlat
A város éghajlata a Köppen-skála szerint nedves kontinentális (Dfb-vel jelölve). A legcsapadékosabb a december–január és a május–június-, a legszárazabb pedig a július–szeptember időszak. A legmelegebb hónap július, a leghidegebb pedig december.
| Hónap                         | Jan.  | Feb.  | Már.  | Ápr.  | Máj. | Jún. | Júl. | Aug. | Szep. | Okt.  | Nov.  | Dec.  | Év    |
| ----------------------------- | ----- | ----- | ----- | ----- | ---- | ---- | ---- | ---- | ----- | ----- | ----- | ----- | ----- |
| Rekord max. hőmérséklet (°C)  | 17,8  | 19,4  | 26,1  | 32,2  | 36,7 | 38,3 | 42,2 | 41,7 | 38,9  | 33,3  | 23,3  | 18,3  | 42,2  |
| Átlagos max. hőmérséklet (°C) | 2,2   | 6,1   | 11,7  | 15,6  | 20,6 | 25,0 | 30,6 | 30,6 | 25,6  | 17,2  | 7,2   | 1,7   | 16,2  |
| Átlaghőmérséklet (°C)         | −2,0  | 0,3   | 4,8   | 7,8   | 12,3 | 15,9 | 19,5 | 18,9 | 14,5  | 8,3   | 2,0   | −2,8  | 8,3   |
| Átlagos min. hőmérséklet (°C) | −6,1  | −5,6  | −2,2  | 0,0   | 3,9  | 6,7  | 8,3  | 7,2  | 3,3   | −0,6  | −3,3  | −7,2  | 0,4   |
| Rekord min. hőmérséklet (°C)  | −35,6 | −35,6 | −20,6 | −11,7 | −8,9 | −3,3 | −1,7 | −3,9 | −8,3  | −15,0 | −30,0 | −35,6 | −35,6 |
| Átl. csapadékmennyiség (mm)   | 46    | 37    | 33    | 38    | 49   | 42   | 24   | 23   | 21    | 35    | 51    | 48    | 447   |
| Forrás: The Weather Channel   |       |       |       |       |      |      |      |      |       |       |       |       |       |

## Népesség

### 2010
A 2010-es népszámláláskor a városnak 213 lakója, 95 háztartása és 57 családja volt. A népsűrűség 273,1 fő/km2. A lakóegységek száma 112, sűrűségük 143,6 db/km2. A lakosok 93%-a fehér,  2,3%-a indián, 3,3%-a ázsiai,  1,4%-a egyéb, 1,9%-a pedig kettő vagy több etnikumú. A spanyol vagy latino származásúak aránya 1,9% (   )
A háztartások 23,2%-ában élt 18 évnél fiatalabb. 47,4% házas, 9,5% egyedülálló nő, 3,2% egyedülálló férfi, 40% pedig nem család. 32,6% egyedül élt; 12,6%-uk 65 éves vagy idősebb. Egy háztartásban átlagosan 2,24 személy élt; a családok átlagmérete 2,82 fő.
A medián életkor 46,5 év volt. A város lakóinak 22,1%-a 18 évesnél fiatalabb, 5,6% 18 és 24 év közötti, 21,2%-uk 25 és 44 év közötti, 33,4%-uk 45 és 64 év közötti, 17,8%-uk pedig 65 éves vagy idősebb. A lakosok 51,2%-a férfi, 48,8%-a pedig nő.

### 2000
A 2000-es népszámláláskor  a városnak 263 lakója, 101 háztartása és 71 családja volt. A népsűrűség 337,2 fő/km2. A lakóegységek száma 118, sűrűségük 151,3 db/km2. A lakosok 98,89%-a fehér,   0,38%-a ázsiai,  0,38%-a egyéb-, 0,38%-a pedig kettő vagy több etnikumú. A spanyol vagy latino származásúak aránya 3,8% (3,8% mexikói,   )
A háztartások 32,7%-ában élt 18 évnél fiatalabb. 63,4% házas, 6,9% egyedülálló nő; 29,7% pedig nem család. 23,8% egyedül élt; 8,9%-uk 65 éves vagy idősebb. Egy háztartásban átlagosan 2,6 személy élt; a családok átlagmérete 3,11 fő.
A város lakóinak 28,9%-a 18 évesnél fiatalabb, 8% 18 és 24 év közötti, 23,2%-uk 25 és 44 év közötti, 26,2%-uk 45 és 64 év közötti, 13,7%-uk pedig 65 éves vagy idősebb. A medián életkor 40 év volt. Minden 100 nőre 105,5 férfi jut; a 18 évnél idősebb nőknél ez az arány 107,8.
A háztartások medián bevétele 31 538 amerikai dollár, ez az érték családoknál $35 536. A férfiak medián keresete $31 250, míg a nőké $16 667. A város egy főre jutó bevétele (PCI) $13 388. A családok 7%-a, a teljes népesség 13,3%-a élt létminimum alatt; a 18 év alattiaknál ez a szám 20%, a 65 évnél idősebbeknél pedig 14,8%.

## Fordítás
Ez a szócikk részben vagy egészben  a   Lostine, Oregon című angol Wikipédia-szócikk ezen változatának fordításán alapul.  Az eredeti cikk szerkesztőit annak laptörténete sorolja fel. Ez a jelzés csupán a megfogalmazás eredetét és a szerzői jogokat jelzi, nem szolgál a cikkben szereplő információk forrásmegjelöléseként.